# Jeanne LaDuke
Pour les articles homonymes, voir LaDuke.
Alice Jeanne LaDuke (née le 27 juin 1938) est une mathématicienne américaine spécialisée dans l'analyse mathématique et l'histoire des mathématiques. Elle était également une actrice enfant qui est apparue dans un film (The Green Promise).

## Jeunesse et carrière cinématographique
Jeanne LaDuke a été élevée dans une ferme du comté de Posey dans le sud-ouest de l'Indiana. Ses parents avaient fait des études collégiales et une tante qui enseignait les mathématiques à Chicago lui rendait fréquemment visite, apportant des énigmes mathématiques à LaDuke.
Enfant, elle a été choisie parmi 12 000 candidates des 4-H pour jouer un petit rôle dans The Green Promise (1948) dans le rôle de la fermière Jessie Wexford, sœur de l'intérêt amoureux du personnage de Natalie Wood. Wood et LaDuke ont partagé un tuteur qui leur a enseigné les deux jeux de cordes ainsi que leur programme scolaire.

## Formation
Jeanne LaDuke a étudié les mathématiques à l'université DePauw dans les années 1950 et a logé avec une autre majeure en mathématiques de l'Oregon, qui lui a montré l'état lors de voyages de camping d'été.
Elle a obtenu une maîtrise en mathématiques, mais n'a pas pu obtenir un poste d'enseignant parce que les écoles auxquelles elle candidatait n'embauchaient que des hommes. Elle est revenue en Oregon en 1966 en tant que doctorante à l'université de l'Oregon et a terminé son doctorat. en 1969 avec une thèse en analyse mathématique dirigée par Kenneth A. Ross (en) et intitulée E p Space: Essentially a Product of C p Spaces.

## Carrière mathématique
Après avoir obtenu son doctorat, LaDuke a passé les trente années suivantes en tant que membre du corps professoral du département des sciences mathématiques de l'université DePaul. Elle a pris sa retraite en 2003.
Avec Judy Green, elle est l’auteure de Pioneering Women in American Mathematics: The Pre-1940 PhD’s ( American Mathematical Society et London Mathematical Society, 2009). Une série de conférences annuelles sur les femmes en mathématiques, sciences et technologie à DePaul porte son nom.

## Publications
- (en) Judy Green et Jeanne LaDuke, Pioneering Women in American Mathematics : the pre-1940 PhD's, Providence, R.I., American mathematical society, 2008, 349 p. (ISBN 978-0-8218-4376-5, lire en ligne).